# Les Survivants (roman de Robert Muchamore)
Cet article concerne le roman de Robert Muchamore. Pour le roman de Piers Paul Read, voir Les Survivants.
Pour les articles homonymes, voir Les Survivants.
Les Survivants est le 5e tome de la série pour la jeunesse CHERUB, écrit par Robert Muchamore.

## Résumé
James Adams est envoyé en mission dans une secte créée par le milliardaire Joel Regan afin d'arrêter Bungle (rencontré dans le tome 1), et d'autres hauts membres du groupe éco-terroriste appelé Sauvez la Terre. Il va devoir apprendre comment s'infiltrer dans une secte.
À la fin du roman, il recrute Rathbone, fils de Joel Regan, et qui deviendra par la suite le petit ami de Lauren, elle reçoit aussi pour sa bravoure le T-shirt noir, et devient donc l'une des plus jeunes agents à avoir reçu cette distinction. 